# The Virgins
The Virgins est un groupe de rock américain originaire de New York formé en 2005, aujourd'hui constitué de quatre membres : Donald Cumming (chant, guitare), Max Kamins (basse), Xan Aird (guitare), Chad Gregory (piano) et John Eatherly (batterie).
Le groupe a sorti un premier album The Virgins en 2008, dont le single Rich Girls a été classé 65e, par le magazine américain Rolling Stone, dans la liste des cent meilleures chansons de 2008.
The Virgins publient un second album Strike Gently le 12 mars 2013. Ils se séparent en novembre 2013 et Donald Cumming entame alors une carrière solo.

## Histoire

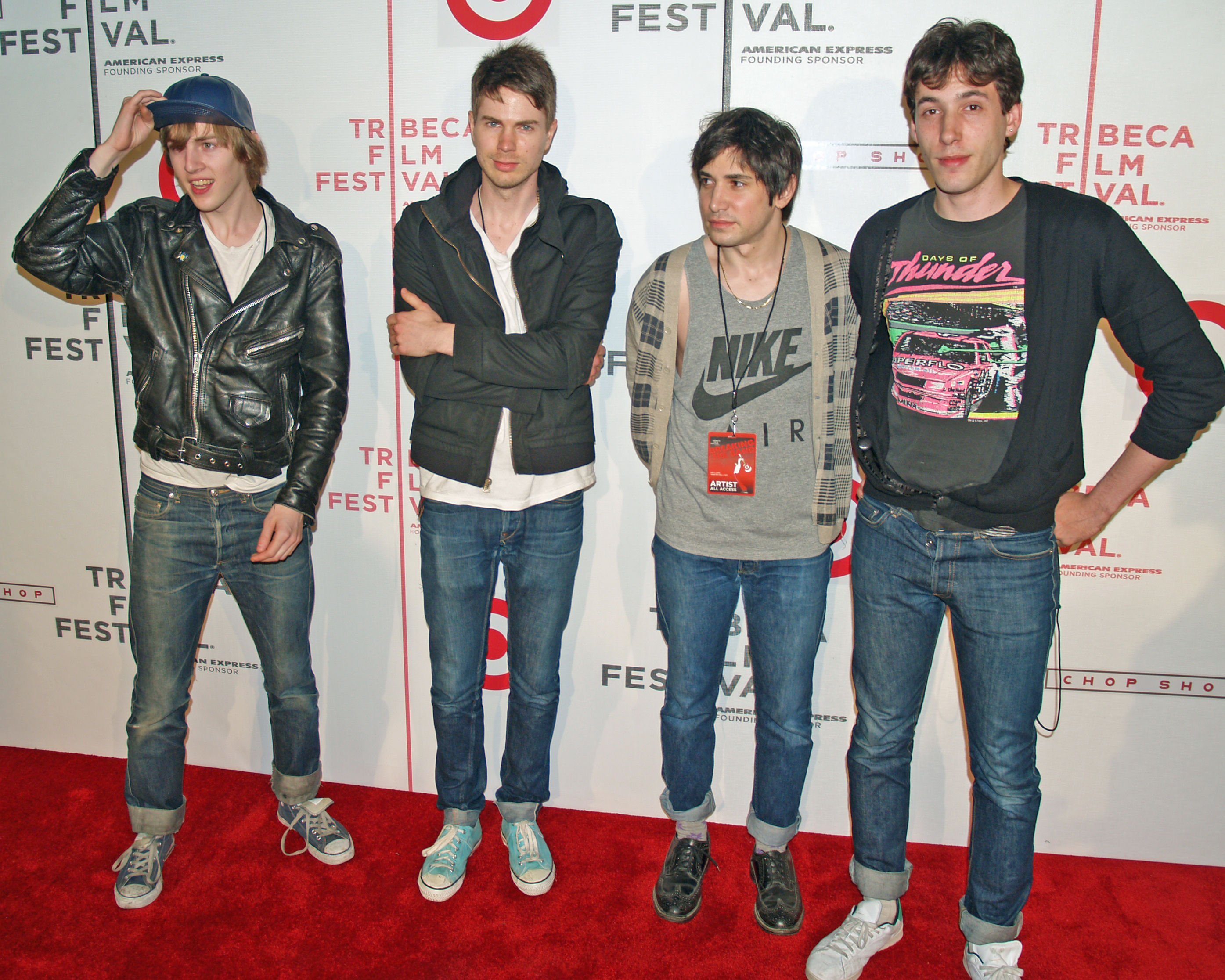
The Virgins au Festival du film de TriBeCa en avril 2008

### Débuts New-Yorkais
Donald Cumming est à l'origine de la formation des Virgins. Né dans le quartier de TriBeCa à New York, en 1981, c'est un adolescent plutôt rebelle qui joue de la guitare dans sa chambre. Inspiré de ses frasques urbaines, il écrit des poèmes et des chansons qui traitent notamment de la faune privilégiée de Manhattan. Jusqu'au jour où il rencontre Ryan McGinley (auteur, notamment, de la pochette de l'album de Sigur Rós Með suð í eyrum við spilum endalaust, 2008). Dès la fin des années 1990, il devient un des modèles favoris de ce photographe réputé pour ses portraits de la jeunesse new-yorkaise et participe à de nombreux projets artistiques.
En 2004, lors d'une séance photo de McGinley au Mexique, il fait la connaissance de Wade Oates. Il s'avère que celui-ci est aussi plutôt bon guitariste. Ils ont vite l'idée de monter un groupe et, dès l'année suivante, recrutent le bassiste Nick Zarin-Ackerman puis Erik Ratensperger à la batterie. The Virgins étant ainsi au complet, les répétitions commencent. Après quelques mois studieux, ils commencent à se produire dans les bars et clubs de la ville.

### Premier album,The Virgins
Remarqué par Atlantic Records, filiale de la Warner Music Group, le groupe enregistre un maxi, The Virgins (2007), où figurent cinq chansons introduisant leur rock mâtiné de new-wave. Parmi elles, « Rich Girls », qui devient un succès notable, profitant du bouche-à-oreille suscité par Internet. La chanson révèle l'esprit ironique des Virgins, qui accordent beaucoup d'attention à l'écriture – pince sans rire et sans détour. La même année, le groupe assure la première partie de Patti Smith et de Sonic Youth à l'Olympia de Paris.
Leur premier album, également intitulé The Virgins, sort en octobre 2008. Le groupe refuse d'utiliser les premières versions qui figuraient sur le maxi, les réenregistre et les intègre ainsi à la dizaine de chansons qu'offre le disque. Leur principal but est de s'amuser, comme ils aiment à le déclarer. Mais ils n'en sont pas moins pointilleux du point de vue de leur production. Le résultat est probant. De She's Expensive à Love Is Colder Than Death, l'ensemble de l'album s'avère sans faiblesses et reçoit un accueil chaleureux.
Nouveaux venus dans la jungle des groupes de rock new-yorkais, The Virgins ne semblent guère avoir de peine à s'imposer. Ils renouent avec la bonne humeur et l'univers coloré des années 1980, dont ils se réclament. Leur charisme et leur élégance, qui n'est pas sans rappeler celle des Strokes, illustrent leur musique festive et performante.

### Deuxième album,Strike Gentlyet séparation
Après un changement de label pour Cult Records, et le changement de trois des membres du groupe mais toujours mené par Donald Cumming, The Virgins reviennent en 2012 avec de nouveaux titres et sort un Maxi Venus in Chains. Le second album du groupe sortira le 12 mars 2013, avec un premier single : Flashback, Memories and Dreams.
Le 13 novembre 2013, le groupe annonce sa séparation et annule sa tournée européenne. Donald Cumming explique cette décision par sa volonté d'entamer une carrière solo.